# De re militari
De re militari es un libro de táctica y estrategia escrito en el siglo IV por Vegecio, su idioma original es Latín tardío.

## Etimología
De re militari es una expresión latina que significa «de lo militar». Dicha frase ha sido elegida a lo largo de la historia para dar nombre a varias obras literarias, siendo esta obra la primera o una de las primeras en que fue utilizada dicha frase para nombrar un libro.

## Historia
Fue el título del más célebre tratado de táctica y estrategia de Occidente desde el siglo IV hasta el siglo XVIII, que fue escrito por Vegecio hacia el año 390 y cuyo título completo es Epitoma rei militari, o Instituciones militares.

## Traducciones
El libro de Vegecio fue traducido al castellano por fray Alonso de San Cristóbal por mandato del rey Enrique III con el título de Libro de la guerra. Una copia del manuscrito se conserva en la Biblioteca Nacional de España, y un resumen del mismo fue editado por Lucas de Torre en Madrid en 1916. En el siglo XVIII se hizo una nueva traducción por parte de Jaime de Viana, con el título de Instituciones militares (Madrid: J. Ibarra, 1764). Versiones modernas al español se deben a J. Belda Carreras (1929) y a David Paniagua Aguilar (Compendio de técnica militar, 2006)

## Curiosidades
Hacia 1472, Roberto Valturio da este nombre a otro tratado militar. El original se conserva en la Biblioteca Vaticana. Existe una traducción disponible en inglés de todo el libro, y otra edición en latín aparecida en 1535 que contiene ilustraciones. También es el nombre de un capítulo de la obra de Tomás Moro Utopía, escrita en 1516. En 1519 o 1520, Nicolás Maquiavelo llamó a su serie de discursos con este nombre al recopilarlos y editarlos. Luego le cambiaría el nombre por El arte de la guerra. Posteriormente, el capitán Diego de Salazar compuso otro volumen del mismo título hacia el año 1535. Existe una copia en el Archivo General de Simancas, en Valladolid, España.